# Mesodesmus robustus
Mesodesmus robustus är en mångfotingart som först beskrevs av Carl Graf Attems 1953.  Mesodesmus robustus ingår i släktet Mesodesmus och familjen Chelodesmidae. Inga underarter finns listade i Catalogue of Life.